# Sella Valcalda
La Sella Valcalda  è un valico alpino delle Alpi Carniche, posto a 959 m s.l.m. in comune di Ravascletto, che mette in comunicazione la Val Degano con la Valle del But (in Carnia, provincia di Udine), attraversando quella che a livello locale è nota come Valcalda.

## Descrizione
L'arteria, che attraversa la sella, è la strada statale 465 della Forcella Lavardet e di Valle San Canciano.  La lunghezza della sella è di 8,13 km, con pendenza media del 5,3%. La sella inizia a Comeglians, supera Povolaro, raggiunge Ravascletto, per poi raggiungere il suo culmine poco dopo. In seguito la strada scende verso Cercivento.
Dalla sella ha inizio la Strada Provinciale 86 di Ravascletto, che congiunge il capoluogo comunale con la frazione di Tualis, situata nel territorio del comune di Comeglians. Sempre dalla sella inizia la Strada Comunale denominata "Panoramica delle Vette" verso il Monte Crostis.